# Naissance en 1261
Naissance
- 1257
- 1258
- 1259
- 1260
- 1261
- 1262
- 1263
- 1264
- 1265

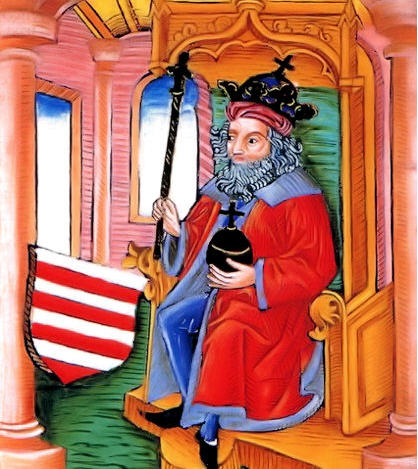
Othon III de Bavière, né en 1261.

Cette page dresse une liste de personnalités nées au cours de l'année 1261 :
- 28 février : Marguerite d'Écosse, reine consort de Norvège.
- 1er mars : Hugues le Despenser (1er comte de Winchester), dit l'Aîné, baron de Winchester, fut un courtisan anglais du souverain Édouard II d'Angleterre.
- 25 juillet : Arthur II de Bretagne, duc de Bretagne.
- 9 octobre : Denis Ier de Portugal,  surnommé le Laboureur, le Roi Agriculteur, le Roi Poète, le Roi Troubadour ou le Père de la Patrie ou encore le Libéral, sixième roi de Portugal en 1279 (et le cinquième de l'Algarve).

- Saint Daniel de Moscou, ou Daniel Alexandrovitch de Moscou, Prince de Moscou.
- Bernard Gui, de son vrai nom Bernard Guidoni, nom latin Bernardus Guidonis, dominicain français, évêque de Lodève et de Tui (Galice) (Espagne), rendu célèbre par son rôle d'inquisiteur de l'hérésie en Languedoc.
- Ibn al-Zybayr, poète et historien.
- Konoe Iemoto, régent kampaku du Japon.
- Albertino Mussato, homme d'État, écrivain italien, poète, historien et chroniqueur padouan.
- Othon III de Bavière, duc de Basse-Bavière et roi de Hongrie.
- Simone Saltarelli, procurateur général de l’Ordre des Dominicains, évêque de Parme, puis archevêque de Pise.
- Shōkai, moine bouddhiste de l’école Ji shū.

## Crédit d'auteurs
- Cet article est partiellement ou en totalité issu de l'article intitulé « 1261 » (voir la liste des auteurs).